# Vagaha
Vagaha – gaun wikas samiti w środkowej części Nepalu w strefie Dźanakpur w dystrykcie Mahottari. Według nepalskiego spisu powszechnego z 2001 roku liczył on 2222 gospodarstw domowych i 11745 mieszkańców (5753 kobiet i 5992 mężczyzn).